# Cré-sur-Loir
Cré-sur-Loir är en kommun i departementet Sarthe i regionen Pays de la Loire i nordvästra Frankrike. Kommunen ligger i kantonen La Flèche som tillhör arrondissementet La Flèche. År 2018 hade Cré-sur-Loir 789 invånare.
Kommunren hette fram till 6 december 2014 Cré.

## Befolkningsutveckling
Antalet invånare i kommunen Cré-sur-Loir
| Referens: INSEE |